# Pomnik żołnierzy AK poległych w ataku na Dworzec Gdański w Warszawie
Pomnik żołnierzy AK poległych w ataku na Dworzec Gdański w Warszawie – posąg kobiety oraz pamiątkowy głaz usytuowane przy ul. Mickiewicza (róg gen. Zajączka) na warszawskim Żoliborzu.
Głaz i posąg upamiętniają kilkuset żołnierzy Armii Krajowej – powstańców ze Starego Miasta i Żoliborza oraz partyzantów z Puszczy Kampinoskiej i Nalibockiej – poległych w powstaniu warszawskim podczas nieudanych szturmów na silnie umocniony Dworzec Gdański (20-22 sierpnia 1944).

## Historia miejsca pamięci
Podczas powstania warszawskiego Dworzec Gdański wraz z linią kolei obwodowej stanowiły niemiecką barierę, odgradzającą Stare Miasto od Żoliborza. Powstańcze oddziały, w tym jednostki AK przybyłe na odsiecz Warszawie z Puszczy Kampinoskiej i Nalibockiej, dwukrotnie szturmowały silnie umocniony dworzec, dążąc do wywalczenia naziemnego połączenia między obiema dzielnicami. Natarcia przeprowadzone w nocy z 20 na 21 sierpnia oraz w nocy z 21 na 22 sierpnia 1944 zakończyły się jednak niepowodzeniem z powodu przewagi ogniowej nieprzyjaciela oraz braku doświadczenia oddziałów leśnych w prowadzeniu walk na terenie miejskim. Poległo lub odniosło rany blisko 500 żołnierzy AK.

## Historia i wygląd pomnika
Po wojnie, staraniem Rady Narodowej dzielnicy Żoliborz, ufundowano pomnik upamiętniający powstańców poległych w walkach o Dworzec Gdański. Stanął on u zbiegu ul. Mickiewicza z ul. Generała Zajączka, w miejscu z którego oddziały leśne wyruszały w sierpniu 1944 do szturmu na niemieckie umocnienia. Pomnik wykuli w czynie społecznym pracownicy Zjednoczenia Budownictwa Miejskiego. Jego odsłonięcie nastąpiło 29 września 1957. Był to jeden z pierwszych pomników w Warszawie, upamiętniających powstańców 1944 roku.
Początkowo pomnik miał formę pamiątkowego głazu, ustawionego na podeście z płyt chodnikowych (w otoczeniu zieleni). Na głazie umieszczono inskrypcję o treści: „W hołdzie bohaterskim żołnierzom oddziałów powstańczych, Kampinosu, Żoliborza i Starówki poległym w natarciach na Dworzec Gdański w dniach 20-22 VIII 1944”. Z kolei na podeście wykuto litery składające się na fragment wiersza Juliusza Słowackiego:

A kiedy trzeba na śmierć idą po kolei
 Jak kamienie przez Boga rzucone na szaniec

W 1974 skromny pomnik uzupełniono ceramiczną rzeźbą dłuta Ireny Nadachowskiej. Przedstawia ona pełną zadumy kobietę z różą w dłoni, symbolizującą ból polskich kobiet, które utraciły na wojnie swoich mężów, synów i braci.
W listopadzie 1983 wandale niemal doszczętnie rozbili posąg kobiety z różą. Młodzież z pobliskiego Zespołu Szkół Elektronicznych zebrała wówczas ocalałe szczątki, po czym przeniosła do pracowni autorki z prośbą o odtworzenie rzeźby. Ostatecznie wierna oryginałowi kopia posągu została odlana w brązie w Zakładach Mechanicznych im. Nowotki. Rzeźba powróciła na miejsce pamięci w dniu 18 marca 1988.
W 1994 roku zmodyfikowano nieco inskrypcję na głazie, aby w pełnym stopniu oddawała ona historyczną prawdę o upamiętnianych wydarzeniach. Obecnie jej treść brzmi:

W hołdzie bohaterskim żołnierzom Armii Krajowej
 oddziałów powstańczych z Żoliborza i Starówki
 oraz partyzanckich z Puszczy Kampinoskiej i Nalibockiej
  poległym w natarciu na Dworzec Gdański w dniach 20 i 22 VIII 1944